# بوروونیک
بوروونیک (به چکی: Borovník) یک منطقهٔ مسکونی در جمهوری چک است که در ناحیه برنو-تسوونتری واقع شده‌است. بوروونیک ۲٫۷۱ کیلومتر مربع مساحت و ۸۱ نفر جمعیت دارد و ۴۸۸ متر بالاتر از سطح دریا واقع شده‌است.